# 九十九王子 (みなべ町)
本項目では、和歌山県日高郡みなべ町内に所在する九十九王子（くじゅうくおうじ）について述べる。

## 九十九王子とは
詳細は九十九王子を参照
九十九王子（くじゅうくおうじ）とは、熊野古道、特に紀伊路・中辺路沿いに在する神社のうち、主に12世紀から 13世紀にかけて、皇族・貴人の熊野詣に際して先達をつとめた熊野修験の手で急速に組織された一群の神社をいい、参詣者の守護が祈願された。
しかしながら、1221年（承久3年）の承久の乱以降、京からの熊野詣が下火になり、そのルートであった紀伊路が衰退するとともに、荒廃と退転がすすんだ。室町時代以降、熊野詣がかつてのような卓越した地位を失うにつれ、この傾向はいっそう進み、近世紀州藩の手による顕彰も行なわれたものの、勢いをとどめるまでには至らなかった。さらに、明治以降の神道の国家神道化とそれに伴う合祀、市街化による廃絶などにより、旧社地が失われたり、比定地が不明になったものも多い。
本記事では、これら九十九王子のうち、和歌山県みなべ町に比定地がある王子を扱う。

## みなべ町の九十九王子
みなべ町内の九十九王子は3社。

### 岩代王子

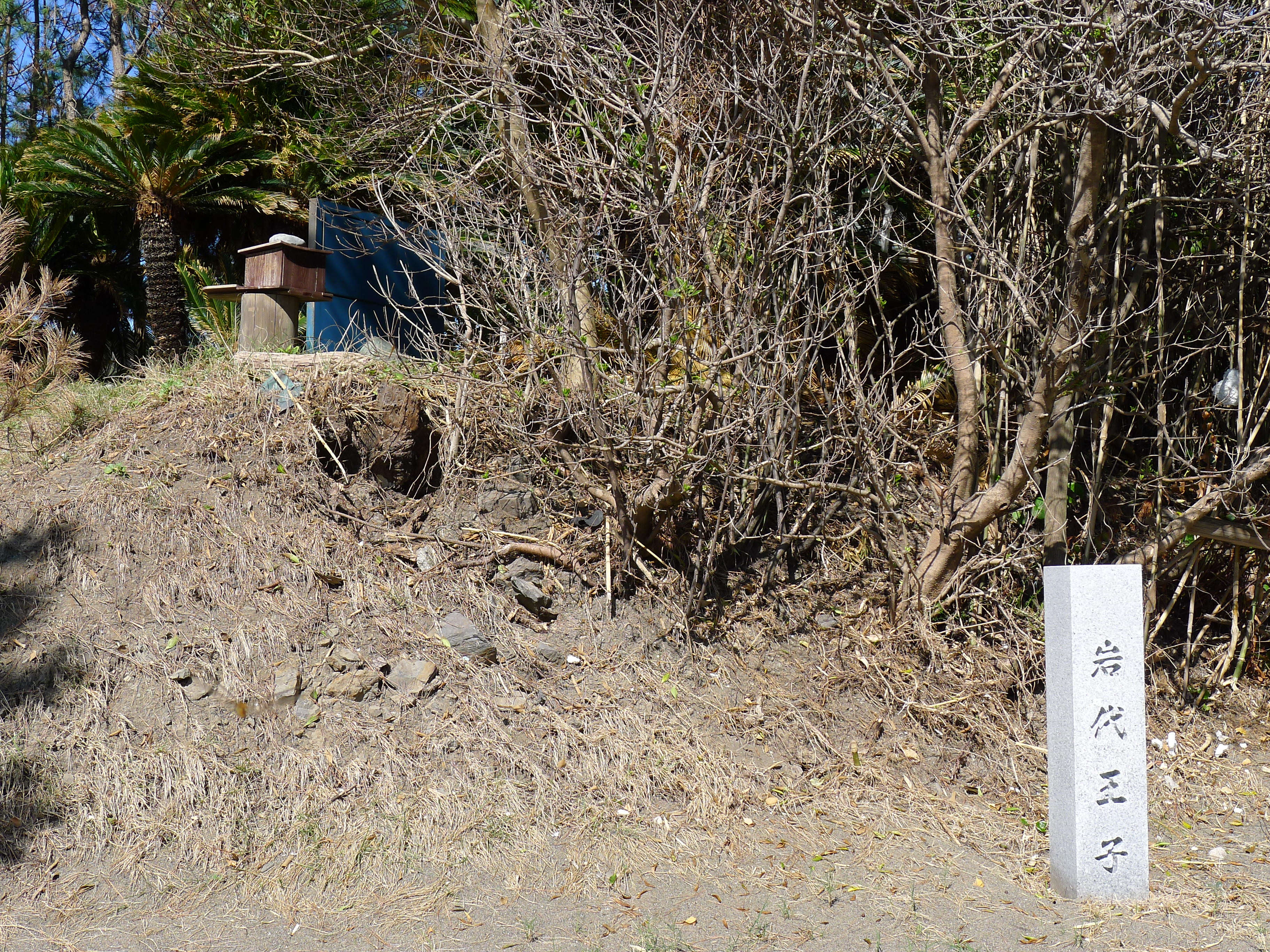
岩代王子

西岩代川の河口近く、海岸に面して岩代王子（いわしろおうじ）の社地がある。『和歌山県聖蹟』は現在地を挙げているが、『紀伊続風土記』『紀伊名所図会』は東岩代川の南寄りの浜辺にある天神社を社址とする。近隣には有間皇子の故事に因む歌碑がある。県指定史跡（1958年〈昭和33年〉4月1日指定）。
『中右記』の天仁2年（1109年）10月21日条、藤原定家の「熊野道之間愚記」（後鳥羽院参詣記、『明月記』所収）の建仁元年（1201年）10月12日条に記述が見られ、社殿に参詣の人々の名を書き連ねたり、和歌を奉納したりしていたことが分かる。また、『平家物語』巻一〇には出家した平維盛が高野山から熊野に向かう途中に立ち寄ったとある。
1909年 （明治42年）に近隣の西岩代八幡神社（みなべ町西岩代）に合祀された。しかし、合祀に関係したものが病に倒れたため（異説によれば海難や不漁の故だという）、御神体を旧社地に戻し遥拝所にしたと伝えられる。
- 所在地 - 日高郡みなべ町西岩代1558

### 千里王子

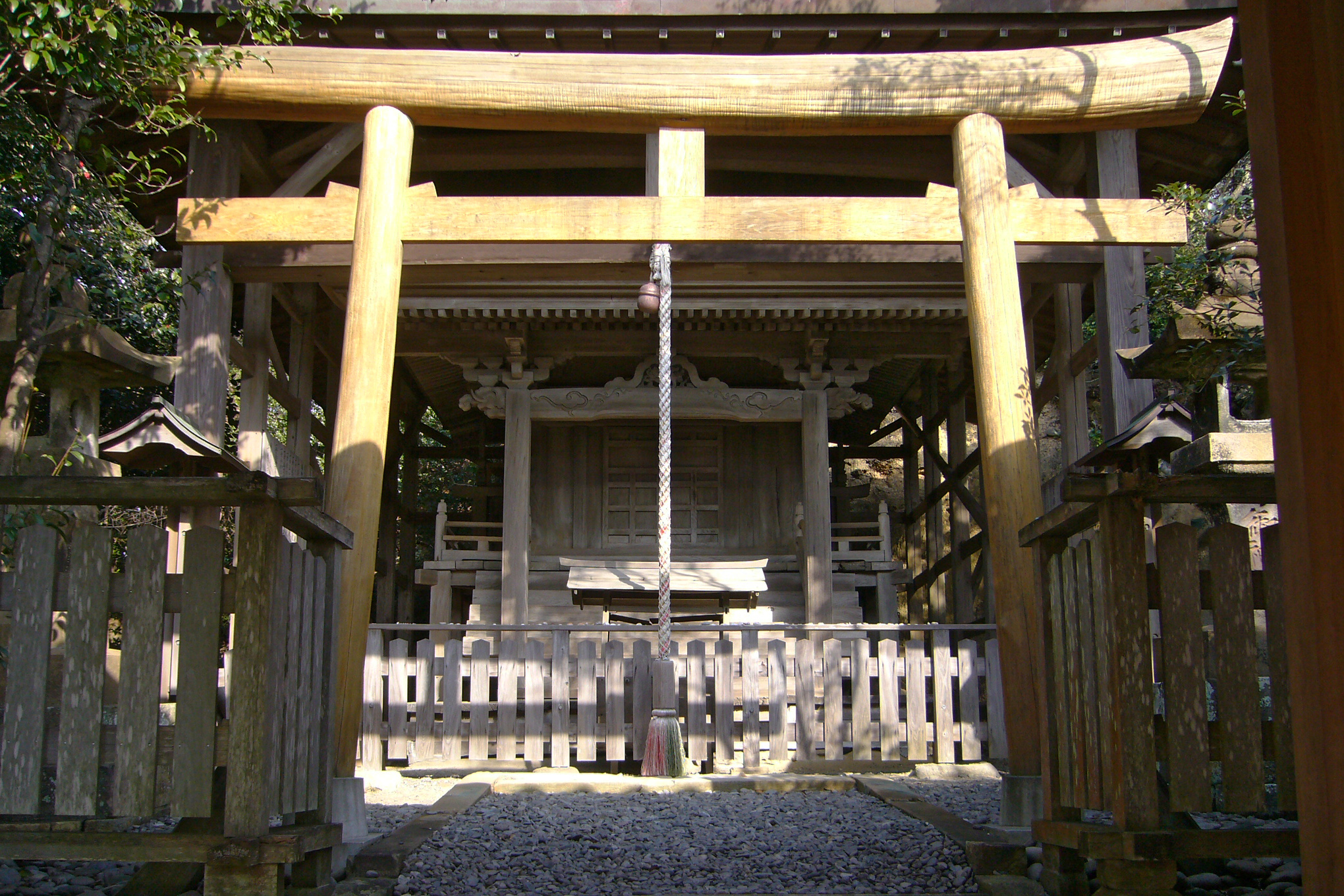
千里王子

岩代王子と千里王子を結ぶ参詣道はかつては海岸伝いであったと伝えられるが、今日では侵食のために通行不能である。国道42号線南側の住宅地の中を抜けて千里の浜に面した千里王子（せんりおうじ）にたどりつく。境内には花山院の歌碑があり、隣には千里観音寺がある。県指定史跡（1958年〈昭和33年〉4月1日指定）。
1909年（明治42年）に近隣の須賀神社（みなべ町村西本庄）に合祀されたが、社殿は良好な状態で遺されている。合祀された御神体24体も、1945年の春にすべて復旧したという。祭神不詳、本地仏として如意輪観音を祀る。
千里の浜は中世熊野御幸期には幅広い砂浜であったが、1331年（元弘元年）の地震で地形が変わってしまったと伝えられる（『太平記』）。県指定史跡（1964年〈昭和39年〉7月20日指定）。
- 所在地 - 日高郡みなべ町山内2519

### 三鍋王子

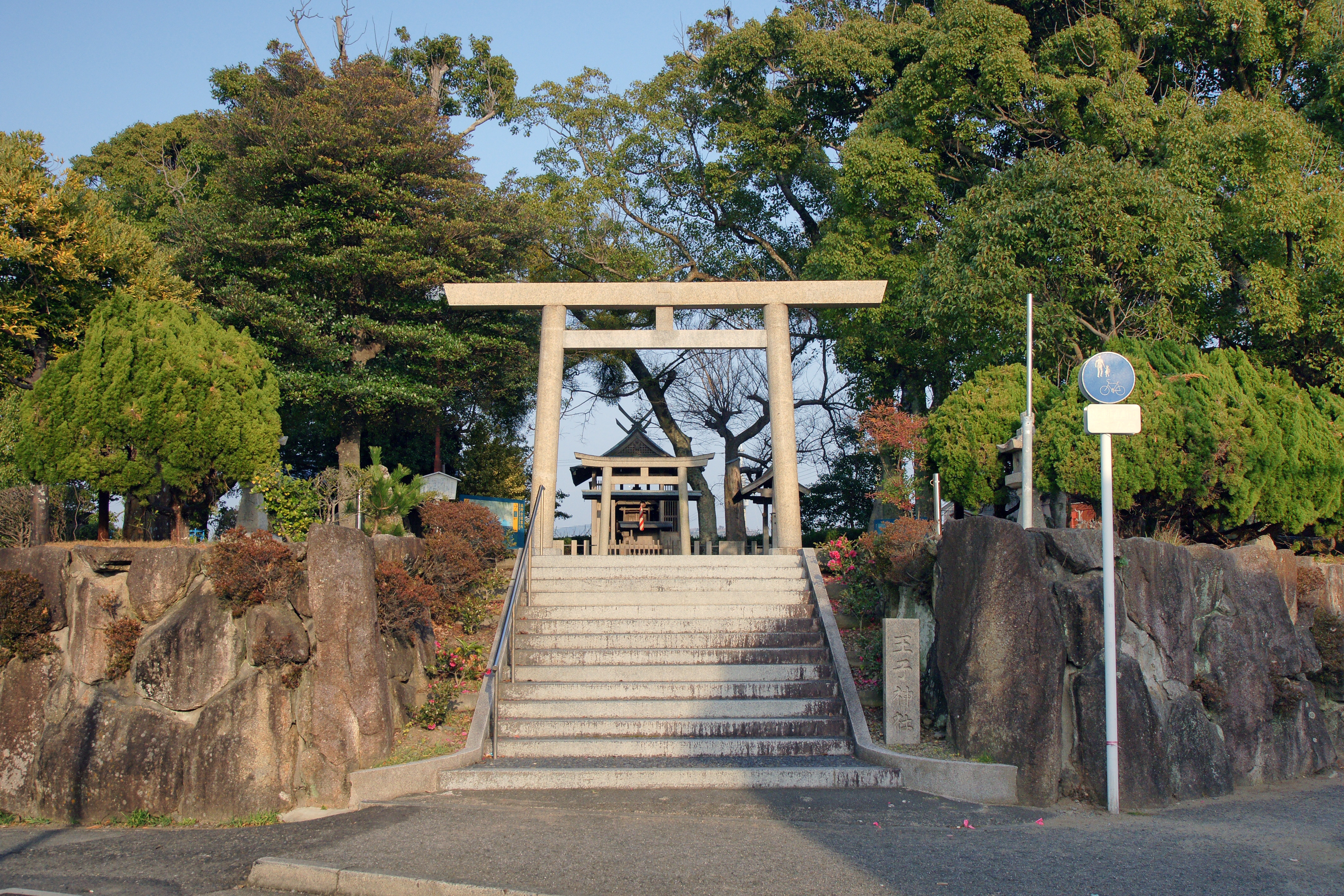
三鍋王子

千里王子からJRの線路沿いに進み、高架をくぐって南部峠のゆるやかな上り坂を登りきると、南部峠の石仏が待っている。そこから峠を下り、南部川をわたって、南部駅のへ向かう街路の傍らに三鍋王子（みなべおうじ）がある。県指定史跡（1958年〈昭和33年〉4月1日指定）。
『中右記』10月12日条に南陪山の麓にある王子社で奉幣をしたとの記事があるほか、「熊野道之間愚記」に「三鍋王子」との記述が見られる。1877年（明治10年）に、千里王子と同じく須賀神社に合祀された。須賀神社はさらに 1909年に鹿島神社を合祀して鹿島神社に改称している。鹿島神社の社殿は王子社の旧社殿を移築したものであるという。境内には小栗判官ゆかりの小栗井戸が遺されており、また数多くある巨石の大半は板状卒塔婆で、三鍋王子の神宮寺であった安養寺から鎌倉時代以降に移されたものである。
鹿島神社は南部駅から南東約700mほどのところにある。そこから海岸に出ると、2kmほど沖合いに鹿島という島がある。この島の形が3つの鍋をひっくり返したように見えることから「みなべ」（三鍋、南部）の地名の由来になったと伝えられる。
- 所在地 - 日高郡みなべ町北道60

## 周辺情報
千里の浜
千里の浜（千里海岸）は紀伊路において海岸（砂浜）に下りて海水で禊をした潮垢離をした重要な場所とされた。千里王子は「貝の王子」という別称があるが、これは浜に打ち上げられた貝殻を王子に奉納したことに由来する。
千里観音
明治の神仏分離令により独立した仏教施設（観音堂）となったが、元々は千里王子と合祀されており、現在も隣り合わせている。
千里王子跡北東参詣道
千里王子を発ち三鍋王子へ向かう過程で状態の良好な古道が残されており、千里王子跡北東参詣道として2022年（令和4年）に文化財に指定する答申が行われた。
南部峠と峠の地蔵
南部峠の鞍部に祭られた石仏。南部峠は明治初期までこの地域の交通の要衝で、その名は古くは藤原忠右の1109年（天仁2年）の参詣記（『中右記』所収）に南陪山の名で登場する。石仏の存在に関する初出は元禄年間に著された地誌『紀南郷導記』である。石仏は地蔵菩薩で骨折に霊験があるとされることから、骨つぎ地蔵とも称される。

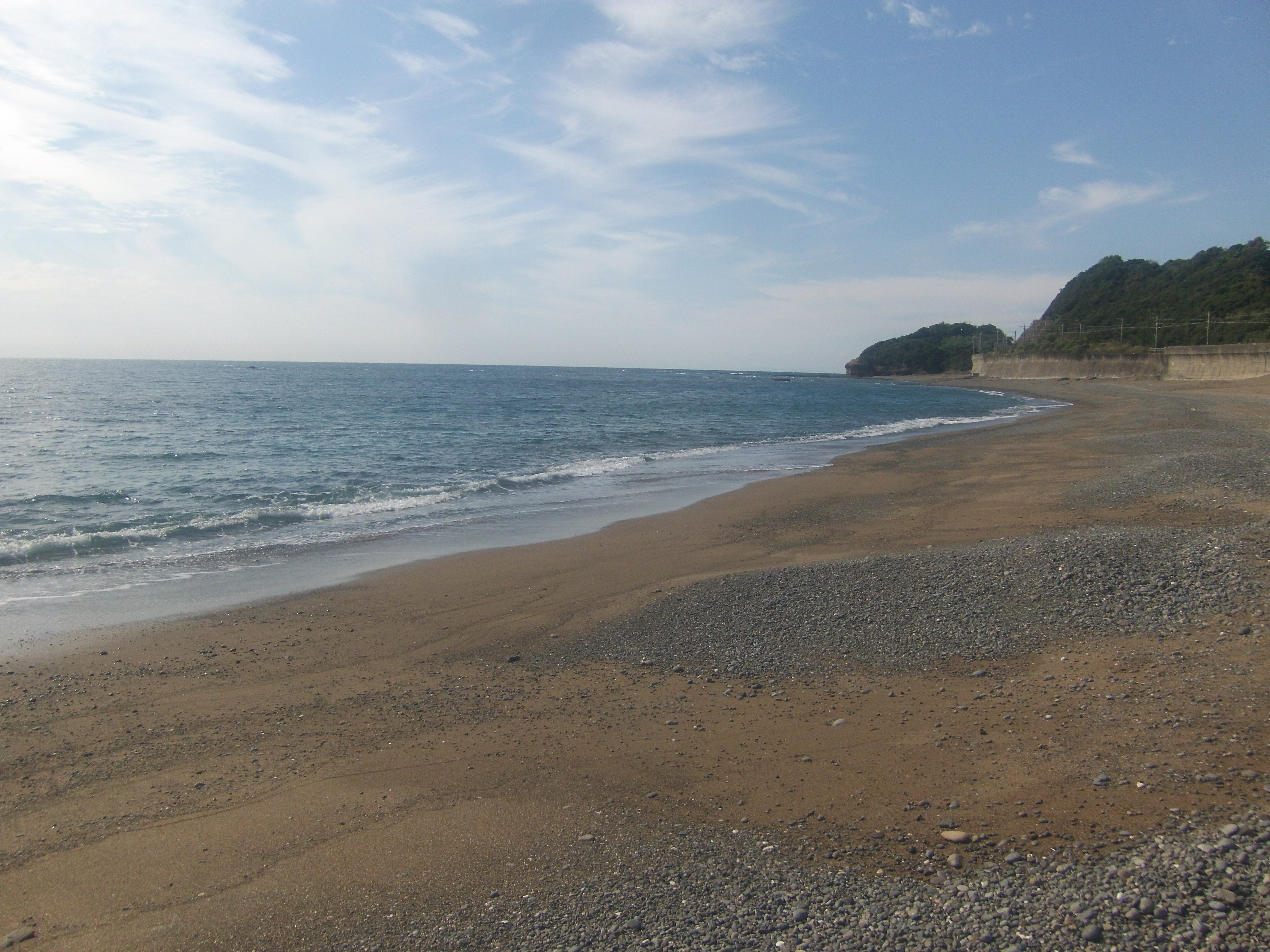
千里の浜
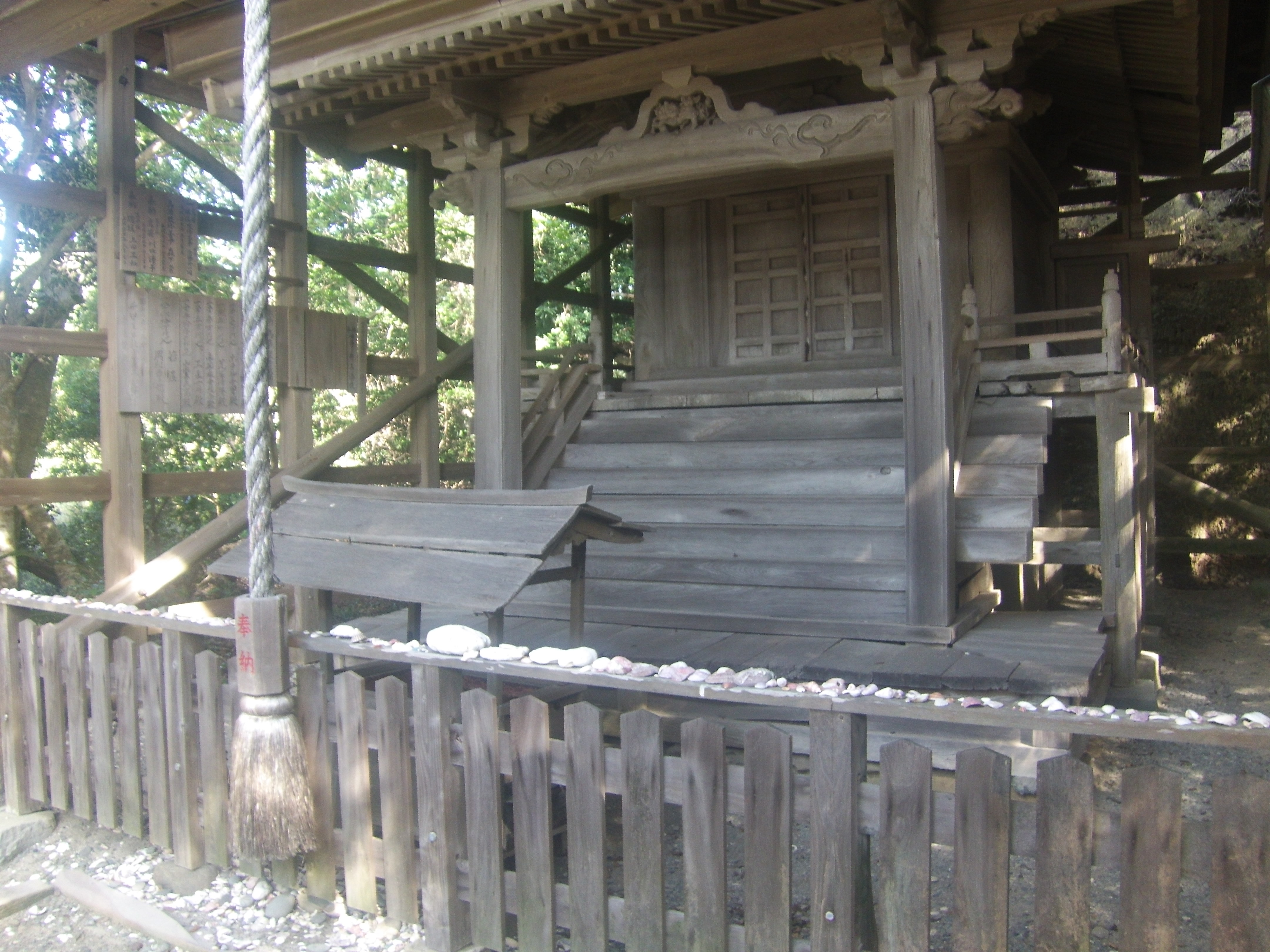
貝殻が並ぶ千里王子
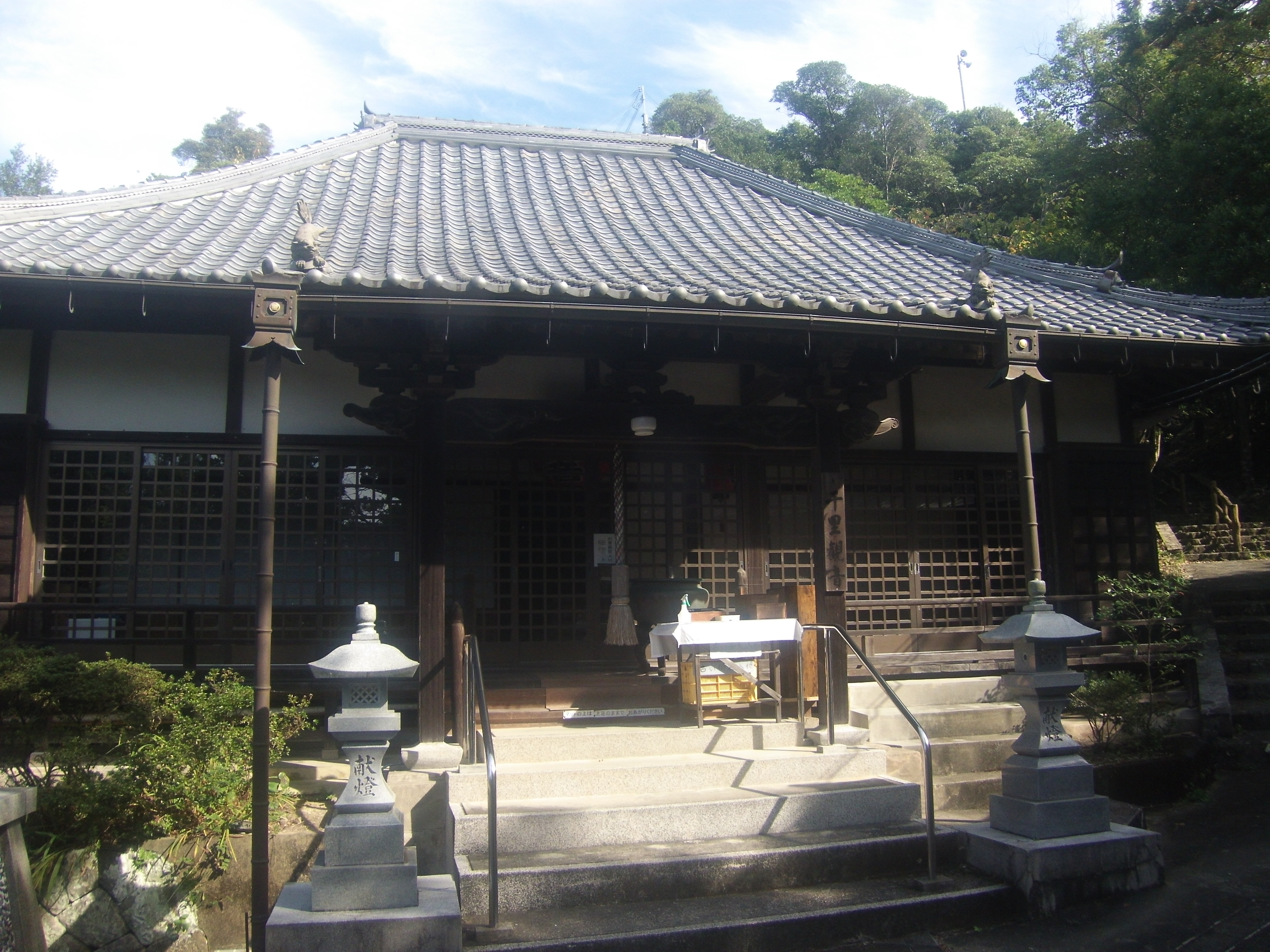
千里観音
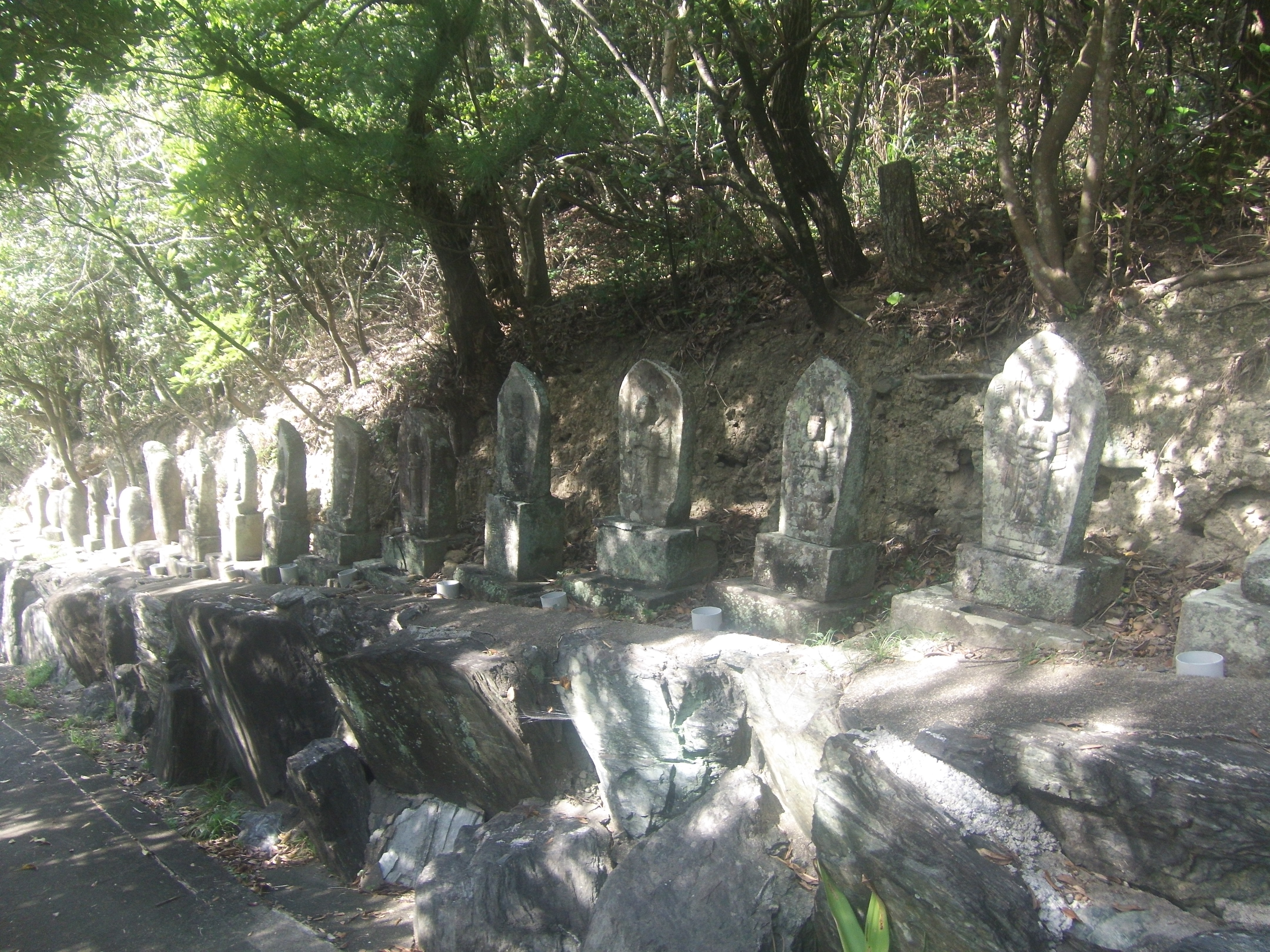
石仏が並ぶ古道
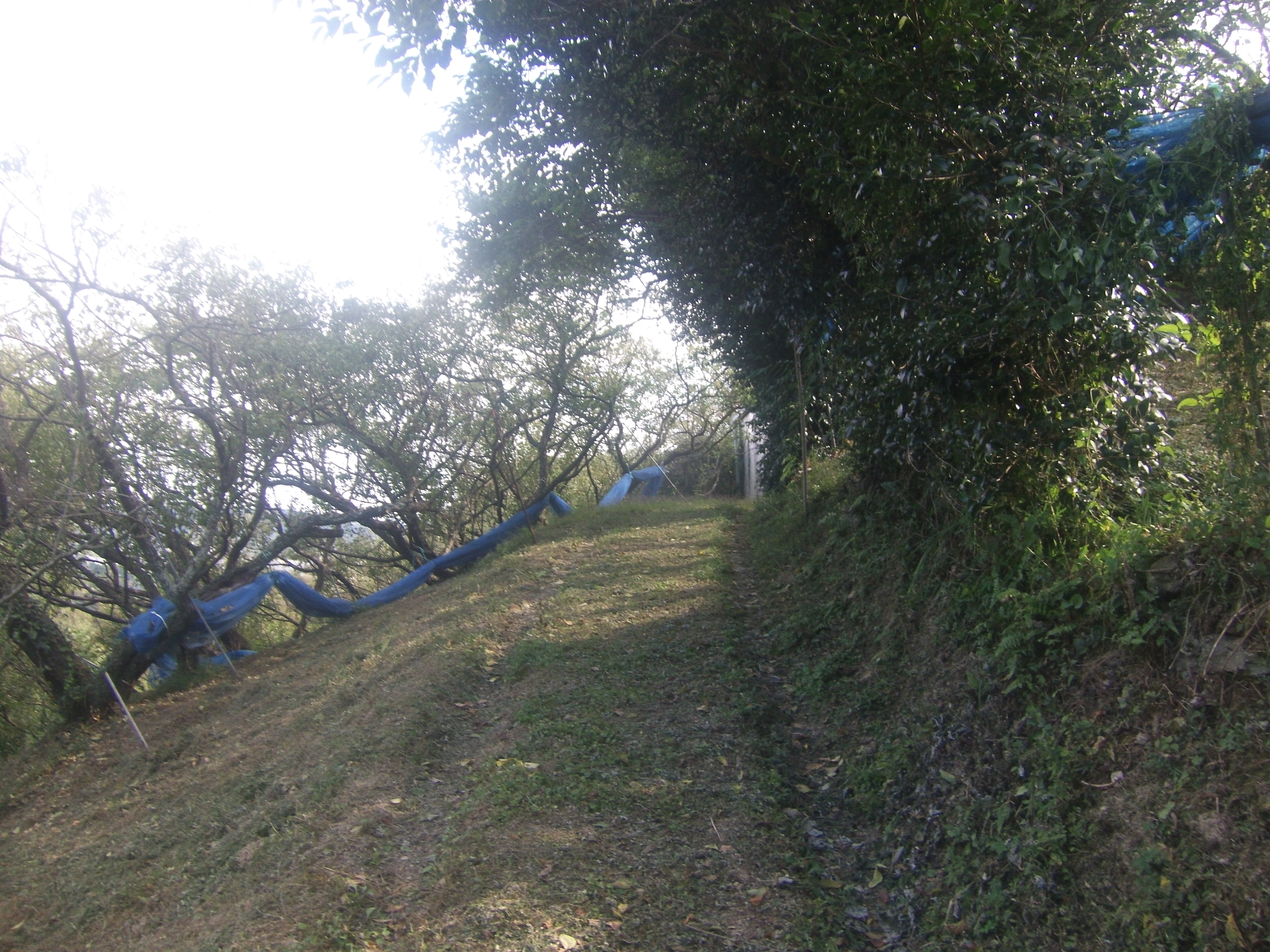
私有地梅林の中を通る千里王子跡北東参詣道
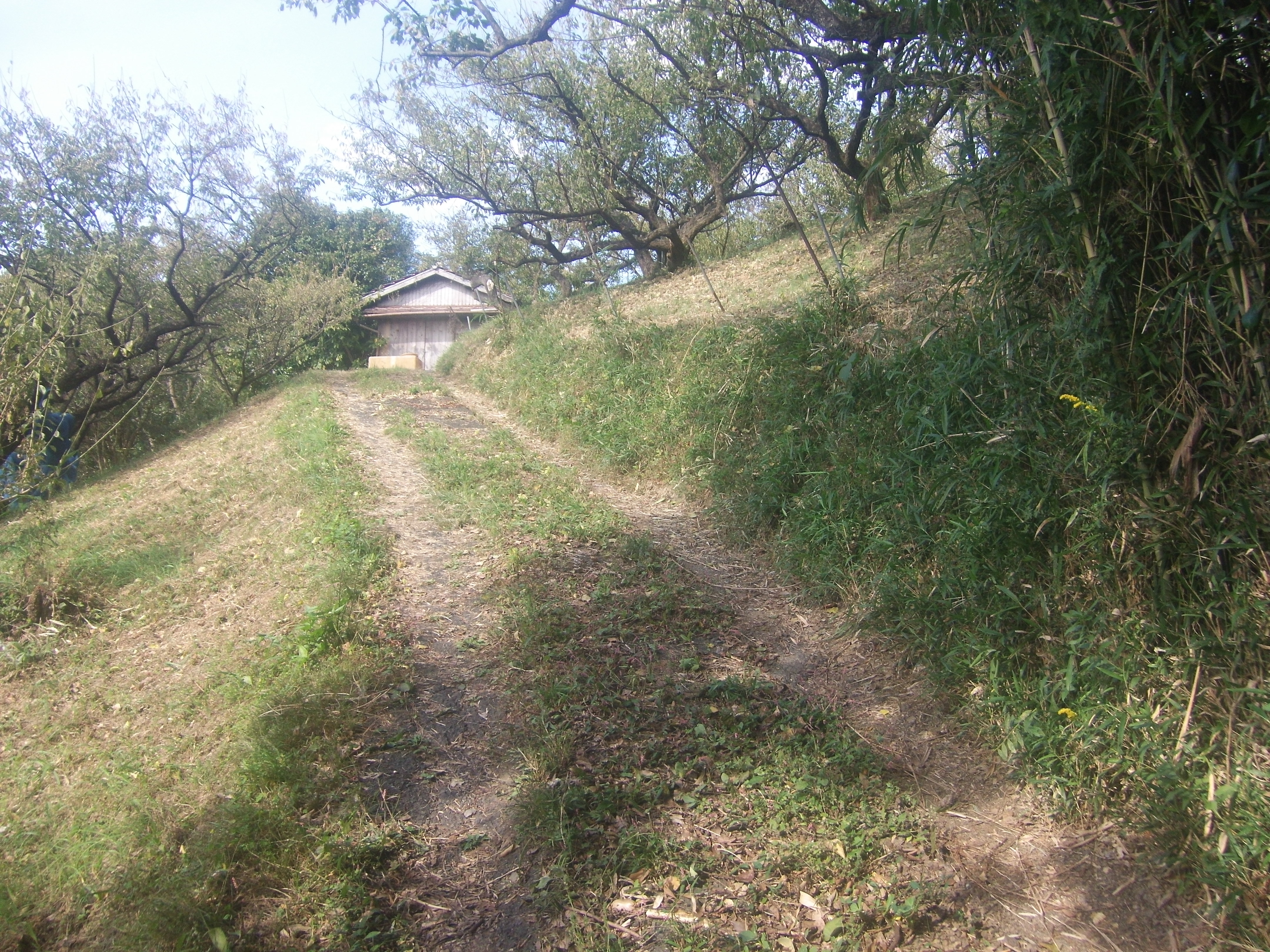
南部峠（旧道）
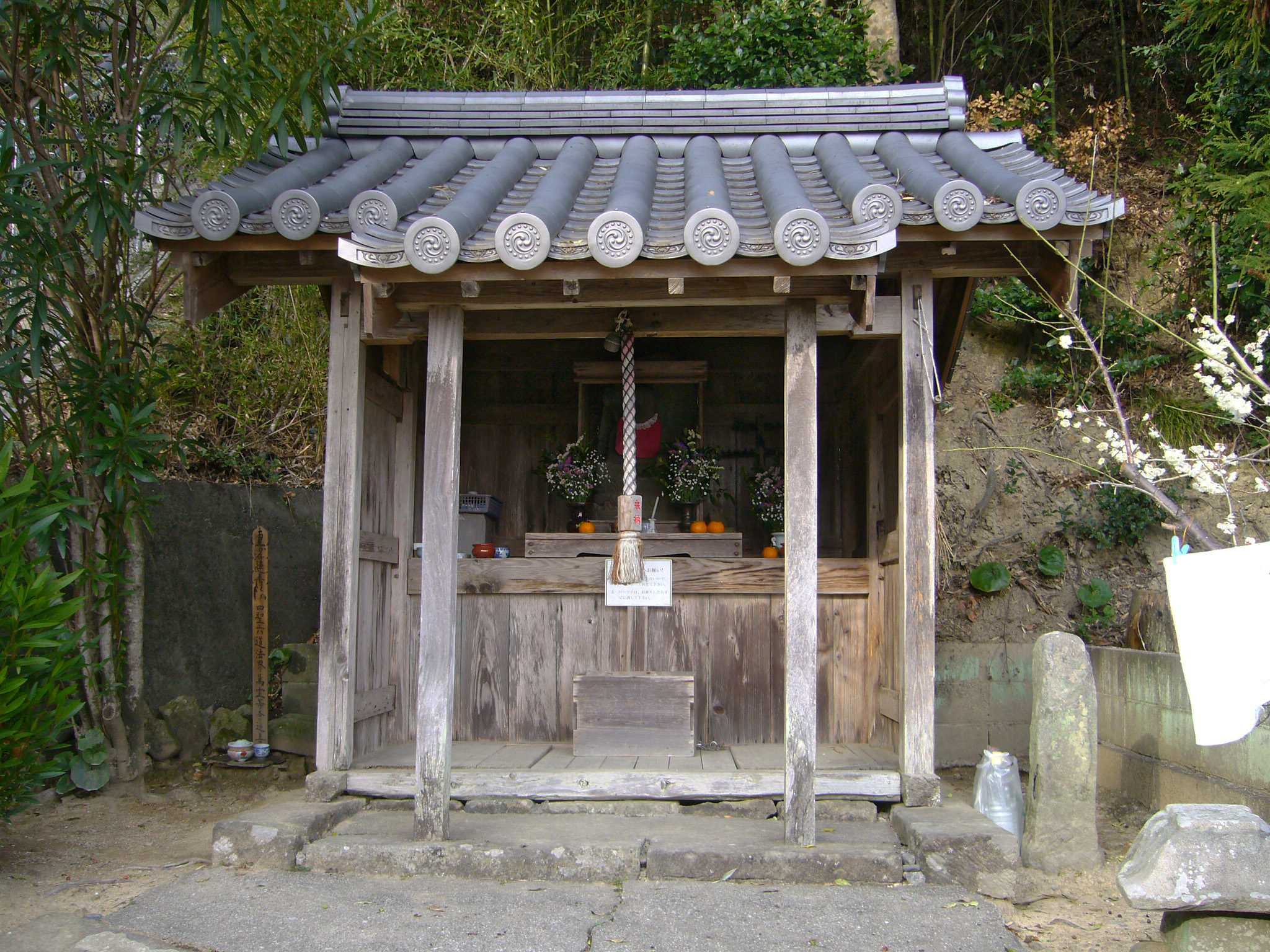
南部峠の地蔵